# The Heart of Texas Ryan
The Heart of Texas Ryan è un film muto del 1917 diretto da E.A. Martin. Di genere western, aveva come interpreti Tom Mix, Bessie Eyton, Frank Campeau, George Fawcett.
Fu l'ultimo film che Tom Mix girò per la Selig.

## Trama
Ritornata nel ranch del padre dopo avere studiato all'est, Texas Ryan diventa la beniamina del cowboy. Innamoratosi di lei solo ad averla vista in una fotografia, Jack Parker va a lavorare al ranch per poterla incontrare. Lì sconvolge i piani di Antonio Moreno, un bandito messicano che vorrebbe rapire Texas e rubare il bestiame dell'allevamento insieme al suo complice Dice Mcallister. La ragazza, mentre sta facendo un giro a cavallo con l'amica Marion, viene presa; Marion torna per dare l'allarme al colonnello Ryan e Jack Parker decide di offrire una somma di denaro per farla liberare. Di notte, riesce a catturare Moreno, lasciando a Mcallister un biglietto dove gli dice quello che ha fatto. I due banditi riescono a scappare, mentre Jack si rende conto che il suo amore per Texas è impossibile, data la distanza sociale tra loro due e se ne va via. Col passare del tempo, la ragazza si rende conto di amare Jack. Quando le arriva la notizia che il cowboy è stato preso da Moreno ed è in attesa di essere giustiziato, convince il padre a trattare coi banditi. Raggiunti spasmodicamente a bordo di un'automobile insieme a una grossa somma di denaro, Texas abbaglia con l'oro i fuorilegge che lasciano andare Jack. Il cowboy, ora libero, prende Texas tra le sue braccia.

## Produzione
Il film fu prodotto dalla Selig Polyscope Company. Girato inizialmente con il titolo di lavorazione Light of Western Stars nel 1916, la casa di produzione dovette abbandonare il progetto originale del film che si basava su un romanzo di Zane Grey dallo stesso titolo a causa di un'ingiunzione che le proibiva di usare quella storia, costringendo Selig a rivederne la sceneggiatura e a riscriverla.

## Distribuzione
Il copyright del film, richiesto dalla Selig Polyscope Co., fu registrato il 10 febbraio 1917 con il numero LP10173.
Distribuito dalla K-E-S-E Service (o Mutual Film Corporation?), il film uscì nelle sale cinematografiche statunitensi il 26 febbraio 1917 dopo essere stato presentato in prima il 12 febbraio.
La Exclusive Features fece, nel 1923, una riedizione del film al quale venne dato il titolo  Single Shot Parker.
Distribuito internazionalmente, il film uscì in Danimarca il 28 febbraio 1921 con il titolo Præriens bedste Mand; in Ungheria diventò A seriff szíve; in Brasile No Coração do Texas o, in alternativa, Paixão de Gaúcho.
Rimasterizzato, il film è stato distribuito in diverse edizioni DVD (Grapevine, Alpha Video, VCI Entertainment, Harpodeon, UBFilm.com).

### Conservazione
Copie della pellicola si trovano conservate negli archivi della Cineteca del Friuli di Gemona, del George Eastman House di Rochester, dell'UCLA Film And Television Archive di Los Angeles, del Danish Film Institute di Copenaghen, dell'Academy Film Archive di Beverly Hills.